# Oreocarya confertiflora
Oreocarya confertiflora är en strävbladig växtart som beskrevs av Edward Lee Greene. Oreocarya confertiflora ingår i släktet Oreocarya och familjen strävbladiga växter. Inga underarter finns listade i Catalogue of Life.